# 革勒车镇
革勒车镇，原为革勒车乡，是中华人民共和国湖北省恩施土家族苗族自治州来凤县下辖的一个镇。
2013年11月13日，湖北省民政厅批复同意撤销革勒车乡，设立革勒车镇。

## 行政区划
革勒车镇下辖以下村级行政区划单位：
二龙山社区、岩板村、豹子沟村、陈家沟村、镇南村、正坪村、桑树坪村、大地龙村、三房沟村、长太坪村、桐麻村、葩坪村、堰塘村、板栗坪村、白果园村、天上坪村、土家寨村和古架山村。

## 中国传统村落
2013年8月，鼓架山村铁匠沟被评为第二批中国传统村落。